# Gizzie Dorbor
Gizzie Tuncan Dorbor (Monrovia, 28 febbraio 1987) è un calciatore liberiano, difensore del Tzeirei Kafr Kana.